# Gustav Svoboda
Gustav Svoboda (30. září 1917 Vodňany – 14. března 2009 Praha) byl generál československé armády, vojenský historik a spisovatel, během druhé světové války příslušník československé armády v zahraničí.

## Život
Narodil se ve Vodňanech, vystudoval Vojenskou akademii v Hranicích. Po německé okupaci Čech, Moravy a Slezska ilegálně v lednu 1940 přicestoval do Budapešti, kde se přihlásil na francouzském konzulátu a potom se přes Balkán dostal do Francie, kde vstoupil v Agde do tamní československé jednotky (1. dělostřeleckého pluku). Po kapitulaci Francie byl evakuován do Velké Británie, kde byl zařazen do 1. dělostřeleckého oddílu a kde prošel náročným výcvikem. Po vylodění v Normandii velel předsunutým tankovým dílnám a zúčastnil se bojové činnosti, byl vyznamenán medailí Za chrabrost před nepřítelem. Po válce zůstal v armádě. V roce 1957 byl zatčen, nezákonně odsouzen a degradován. V roce 1968 byl rehabilitován, ale hodnost podplukovníka mu nebyla vrácena. V roce 1978 odešel z armády v hodnosti vojína v záloze. Potom pracoval jako horník a v Ústavu skladového hospodářství. Aktivně se zapojil do činnosti Československé obce legionářské. Napsal několik historických prací týkajících se československého zahraničního odboje ve 2. světové válce. Dne 22. září 1993 byl jmenován do hodnosti generálmajora ve výslužbě.

## Dílo
- SVOBODA, Gustav. Ti, kteří se nevrátili. Praha: Správa sociálního řízení FMO, 1992.
- SVOBODA, Gustav.  Armádní generál Sergěj [sic] Jan Ingr: 1894-1956. Praha: Impuls, 1998. 141 s.
- SVOBODA, Gustav.  1. československá divize ve Francii (1939-1940). Praha: Ministerstvo obrany ČR - Prezentační a informační centrum MO, 2010. 297 s.

## Vyznamenání
- Československá medaile Za chrabrost před nepřítelem[1]